# 我们的父辈
《我們的父辈》（直译：「我們的母親，我們的父親」），是一部關於二戰的德國迷你電視劇，且只有三集，顯得格外簡潔而凝練。以五個好友各不一樣的故事遭遇穿插做為主線，凸顯人性與反思。該劇也從德國人的角度冷靜客觀描繪了第二次世界大戰中蘇德戰爭與猶太人大屠殺等情節。

## 主要角色與劇情

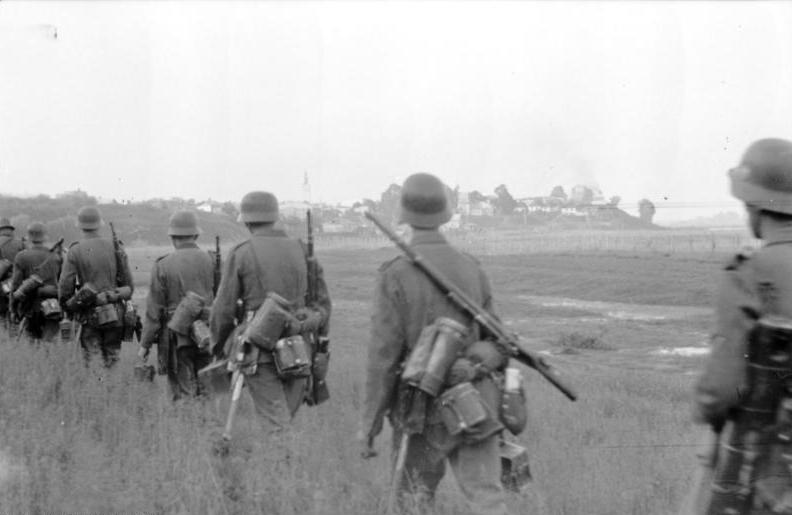
在俄羅斯苦戰的德軍步兵

本故事以威廉/威尔汉姆·溫特的回憶形式展開。1941年對蘇聯戰爭前夕，因為戰爭五個好友即將各散東西，他們啟程前在酒吧聚會，約定聖誕節於柏林相聚。「我們五個人，五個朋友。全世界已經站在我們面前，我們只需要行動起來。而今已經過了六個月了……此生此世，一條生命。」

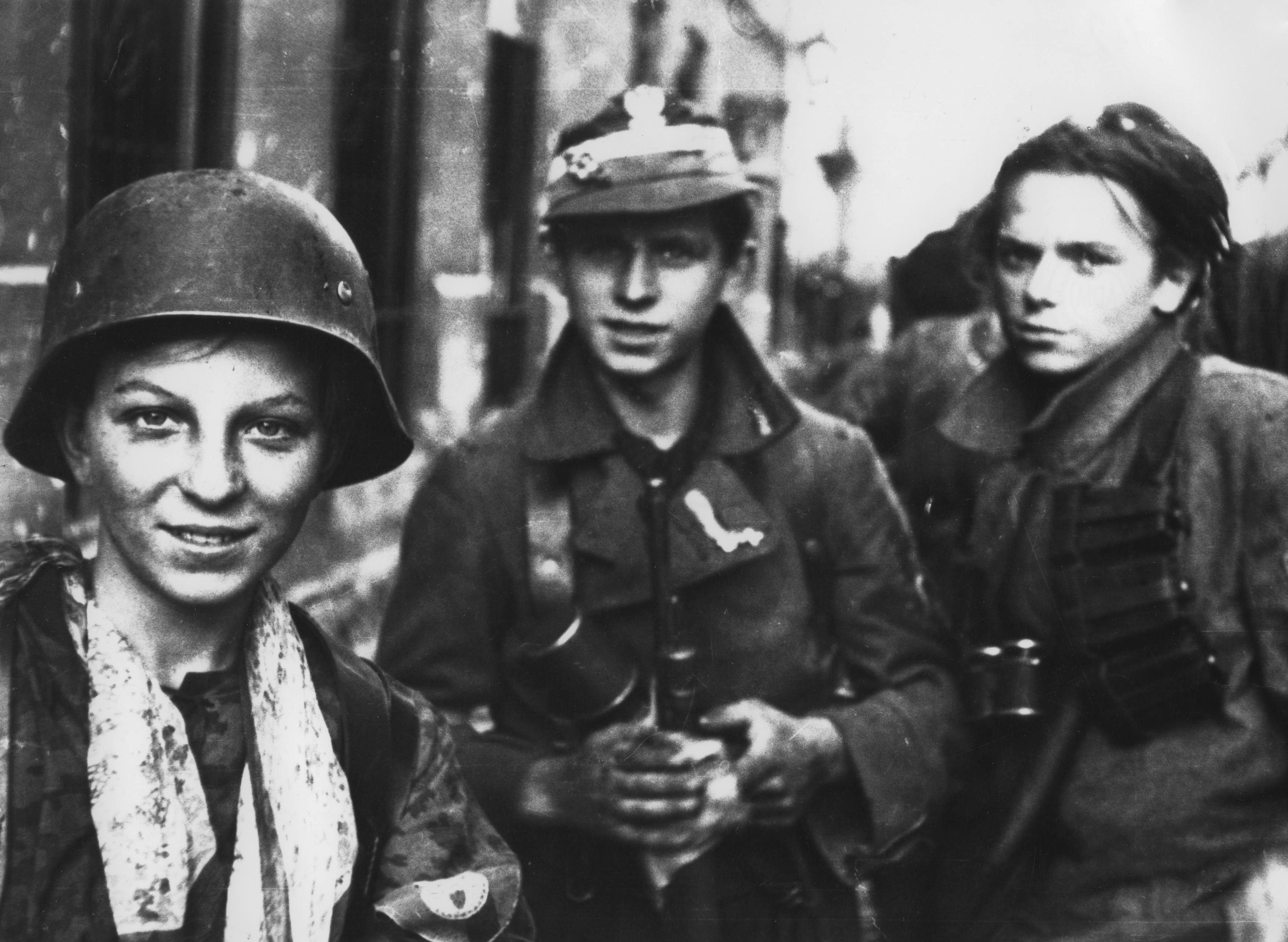
華沙起義中的波蘭家鄉軍

- 華沙起義中的波蘭家鄉軍維克多·格德斯泰因（Viktor Goldstein，生於1921–歿於1997），猶太人，裁縫的兒子，姬爾塔的情人，水晶之夜後納粹正式展開了猶太人迫害，在1941年末因姬爾塔的獻身而得到逃離德國的機會，但事實是一場的陷阱，結果被送入集中營勞動渡過了兩年時光。於1943年被送往奧茲維辛集中營途中與一名波蘭女孩成功逃脫，最後加入了波蘭游擊隊，而他在反納粹、反猶太的游擊隊一直隱藏其猶太人身份，但後來在情報中得知德軍將進行剿滅自身所屬的游擊隊行動，決定先發制人搶奪軍事物資以強化戰力，行動中成功攔截一列火車，車上除了軍用物資外，更是一列運送猶太人至滅絕營的死亡列車，維克多於心不忍，決意拯救同胞，結果其猶太人身份曝光，游擊隊長把他帶離基地，維克多以為自己會被處決，但隊長心中仍存在善念，丟給他一把魯格P-08自保，維克多在離開後不久與清剿游擊隊的弗里德黑爾姆相遇，兩人短暫對談中知道各人生死不明，姬爾塔更因失敗主義罪名入獄。維克多知道德國敗局已定，希望弗里德黑爾姆與他一起逃跑，但被他拒絕，這是兩人最後的一次見面。戰後，維克多成功存活並回到柏林故鄉，得知姬爾塔已在戰爭最後數天被槍斃，而一直與姬爾塔發展婚外情的黨衛軍幹部在美軍保護下而成功逃罪，絕望下回到當晚分別的酒吧，與生還的威尔汉姆及夏莉相聚。由路德韦希·特莱皮特（英语：Ludwig Trepte）飾演。
- 姬爾塔·穆勒（Greta Muller，生於1921–歿於1945），美麗又活潑，夢想成為歌星，性格輕浮，貪慕虛榮，但卻從未厭棄猶太人男友維克多。在離別聚會因播放黑人音樂而引來蓋世太保幹部，為了保護猶太人男友而向對方獻媚，更與他展開婚外情，透過潛規則出道，培養成一名有不俗名聲的歌星。1943年，庫斯克大戰前夕，對方為了打發她離開而安排她前往前線勞軍演唱，與弗里德黑爾姆，威尔汉姆，和夏莉三人小聚。當戰火爆發，姬爾塔在被迫的情況下與夏洛特一同醫治傷兵，深深體驗到戰爭的殘酷。回國後因受到德軍士兵出言調戲而憤而說道「戰爭之所以打不勝是因為你們」而以失敗主義的罪名而入獄，而一直與她有婚外情而感到煩惱的蓋世太保幹部，為了挽回婚姻而決定把她關在監獄中，姬爾塔表示自己已懷孕，對方卻一拳打向她的下腹致使流產。結果在監獄中渡過兩年光陰，反思自己所作所為，獄友最後遭到槍斃而體會死亡的恐懼及明白到納粹主義恐怖本質，自己的榮華富貴是建築於恐怖統治之上，自己最後遭到反噬。不知自己何時會受到槍決，日夜不安。後來，納粹德國滅亡前夕，該名蓋世太保幹部前來希望她為其作證曾保護猶太人（維克多）以保命，但她拒絕，寧死不從，於柏林淪陷前夕，猶如死寂的灰白幽靈的姬爾塔在監獄刑場被槍決。由卡塔琳娜·舒特勒飾演。
- 夏莉（生於1921–歿於2003），有志女青年，暗戀著威尔汉姆，立志報效國家，而成為戰地醫院的護士。受護士長之命而與醫院志願工作者進行面試，前來面試的一位名叫莉莉亞的女子因懂德語而招收她作志願者，但事實上她是猶太人而家人遭殺害，終成為間諜潛入軍醫院偷取藥物及殺害傷兵為目的。不久，醫院發現經常有藥物失竊並向莉莉亞起疑心，繼而查出莉莉亞的猶太人身份，而向軍方出賣了她，蓋世太保前來拘捕莉莉亞，事後一直感到自責。兩年後，夏莉成為護士長，在得知威尔汉姆戰死後為尋找愛情的補償而向醫院院長獻媚，兩人更發生了關係。而此時醫院來了一名俄羅斯志願者桑亞，夏洛特在她身上看見莉莉亞的影子，為了贖罪而對她百般關懷，更在她身上學會俄語，成為密友。當納粹德國兵敗如山倒時，德軍準備撤退，但桑亞自知命運已定而決定留下，夏洛特為了帶她離開而趕不上大隊，不久蘇聯紅軍來到，殺盡醫院內德軍傷兵後，並準備強奸夏莉，但在此時出現了一名女軍官，夏洛特想不到莉莉亞尚在人間，桑亞當晚便被處以死刑，而夏洛特則在莉莉亞的保護及求情下成為蘇軍的一名護士。夏洛特對此不解問道:「為什麼要幫我？」莉莉亞回道:「不然的話，冤冤相報何時了？我們在柏林見面吧。」戰後她在柏林故鄉與維克多及威廉．溫特相聚。由米莉安·斯坦恩（英语：Miriam Stein）飾演。
- 在俄羅斯苦戰的德軍步兵弗里德黑爾姆·溫特（Friedhelm Winter，生於1923–歿於1945），威尔汉姆的弟弟，服役於哥哥任職的部隊。是一個叛逆又聰明的孩子，因從不參與戰鬥被戰友所鄙視，及令兄長蒙羞。在見識到東線戰鬥的殘酷性，例如目睹兄長威尔汉姆在森林內槍殺蘇聯紅軍政委、親衛隊國家安全部（縮寫SD）軍官在國防軍士兵及軍官的力保下依然在他們眼前槍殺猶太人女孩事件之後舉動消極，在晚間陣地值更哨兵時吸煙，當蘇聯偵察機飛過時仍無視戰友巴赫的警告熄滅香煙，使陣地遭到轟炸，事後遭到戰友毆打。在秋季的攻勢中，戰友巴赫被地雷所殺，引發出他殘酷的一面，利用帶路的農民先行，找到地雷位置令部隊成功突破沼澤，也是他對戰爭殘酷的回應。最終兵臨莫斯科期間，與兄長和好。兩年後，弗里德黑爾姆已成為士官，更是配戴步兵突擊勳章、戰車殲擊章、銅質近戰格鬥勳章、二級鐵十字勳章，且是槍法精準的資深老兵。在庫爾斯克一役中，與兄長爭吵中道出了戰爭的本質:「我們不過是屠場中待宰的人畜罷了！今日的英雄，明日的豬！」在發動敢死進攻中成功奪取電報站，在失去兄長及眾多戰友生命下，發現所謂的電報站早已報廢，在戰爭的諷刺下歇斯底里猛力丟鋼盔。在冷靜後與僅存的一位戰友馬丁待在電報站，兩人互吐心聲，而在入黑後部隊仍未會師而決定撤離，馬丁不慎遭到蘇軍狙擊手射殺，弗里德黑爾姆回收他的兵籍牌時發現蘇軍已包圍這一帶，他只好換穿蘇軍制服而成功逃回陣地，但被友軍誤傷，險些喪命，回到柏林。養傷期間被深受納粹的極端愛國主義洗腦的青年斥責，絕望而重返戰場，調動至親衛隊執行殲滅游擊隊任務，圍剿游擊隊補給點的農場，並受命把一批農民問吊，成為殘酷的戰爭機器。在一次行動中與身為游擊隊員的維克多相遇，吩咐他盡快逃跑，但不幸被長官發現，弗里德黑爾姆當機立斷射殺長官，對方沒有想到無情地處決平民的弗里德黑爾姆的心中仍是兩年前那個心地善良的人。在納粹德國投降前夕，在一次巡邏任務中與蘇軍相遇，自己部隊因均是經驗不足的國民突擊隊向蘇軍開火而被發現。有感自己死期已到，而自己又在戰爭中變得千疮百孔，決定在死前用盡僅存的生命之火，故意向蘇軍進攻而被射殺，使年輕而又受盡納粹主義荼毒的年輕戰友看清戰爭的殘酷，拯救了無辜的隊友，倒在血泊中的弗里德黑爾姆看見他們投降後安心離世。由汤姆·希林飾演。

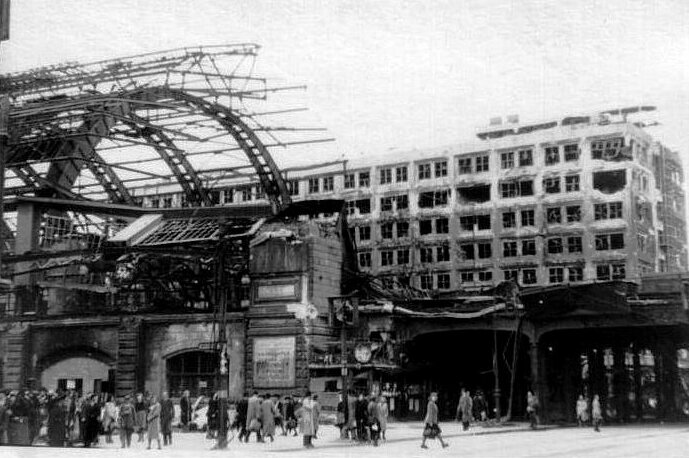
1945年5月，徹底被摧毀的柏林亞歷山大廣場車站

- 1945年5月，徹底被摧毀的柏林亞歷山大廣場車站威尔汉姆·溫特（Wilhelm Winter，生於1920-），故事的主角，步兵軍官，弗里德黑爾姆的哥哥，一名熱愛部下的愛國德國國防軍軍官，曾參與對波蘭及法國的戰役，受父親，長官及部下的期望。同時他也是夏莉的心儀對象，卻認為不應該讓她對自己抱有幻想，作為軍人能活著回家的機會有多大？如果答覆她的心意，假如自己戰死沙場只會使她傷心而沒有回應。自1941年巴巴羅薩行動起持續對蘇聯戰鬥，但經歷兩年的拉鋸戰，部下接二連三地陣亡，使他的行為變得神經兮兮，於庫斯克戰役前向弟弟吐出心聲，自己一直受到眾人期望而感到沉重，但蘇軍發動攻勢而被打斷，兩人從此也再無吐心聲的機會，戰役白熱化階段時，被長官命令以不足的戰力下奪取電報站，在戰鬥中一直追隨自己的部下維賓斯基、巴登等人相繼陣亡，在出神的狀態下被流彈擊中，僥倖不死的他在看到全軍覆沒，在戰爭剛開始時他為國而戰，但發現這場戰爭不過是一場謊言，而轉而為戰友而戰，但當他們都死光了，自己還可以為什麼而戰，加上一直以來受盡期望及壓力下而崩潰，脫離軍隊展開了一段隱居生活，結果遭到憲兵發現並以逃兵罪送上軍事法庭，即使長官為其求情但仍被處以死刑，但最終派往第500緩刑大隊。其間一直遭到侮辱、來自士官長的虐待，最終在1945年初找到機會與友人聯手殺死士官長，並成功逃離軍隊，戰後返回故鄉柏林與維克多及夏洛特相聚。而他也是五人中「唯一生存到現代」的，這也解釋了旁白一直由威尔汉姆所飾演。該角色由沃尔克·布鲁赫飾演。

戰後，生還的三人再次回到了那晚聚會的酒吧。

## 其他角色
- 貝爾托克（Bertok）：威尔汉姆隊中的士官，作戰經驗豐富且領導力出色。

- 施奈德（Schneider）：金髮帥哥，步兵突擊勳章得主，夢想得到一級鐵十字勳章。鄙視弗里德黑爾姆，但兩人後來和好。作為士兵性格桀傲不馴，但在經歷兩年拉鋸戰後性格變得平實，對新兵不滿弗里德黑爾姆的失敗主義言論時，他只以「唔唔~」作為回應。库尔斯克会战前夕在驻扎地死于当地游击队在水井里投放的炸弹。

- 巴托：口吃嚴重，作戰英勇，重視同僚感情的士兵。於庫斯科奪取電報站的作戰中陣亡。

- 馬丁：性溫和善良，本來在43年秋季入讀弗莱堡大学，但因服役而順延。母親在高齡時生下了他，一手帶大，在軍隊把他強征入伍時，母親向軍方陳情而遭被禁閉一整晚作懲處。在从电报站撤退时被苏军狙击手狙击身亡。

- 科赫：弗里德黑爾姆隊中的朋友，曾向他透露父親在戰後失業，從小與父親當獵戶謀生。與Winter兄弟一樣對猶太人沒有歧見，在面對受黨衛軍操控的乌克兰辅助警察捕捉猶太人感到震驚，更是第一個挺身保護無辜猶太人女孩。在经过沼泽时踩中地雷而死。

- 費格爾上尉（Hauptmann Feigl）：，威尔汉姆的直屬上級，對軍隊命令唯命是從，對槍斃蘇聯政委及捕殺猶太人的罪行選擇服從。在經歷二年拉鋸戰後，感到戰爭已對德國不利，於庫斯克大戰前夕曾對冷嘲戰事的威尔汉姆訓斥。在威尔汉姆因逃兵罪被審判時，雖極力為其申辯，但法官仍對威尔汉姆處以死刑，兩人在判決後握手道別。費格爾從此也再沒登場，生死不明。

- 克里布斯：負責管理由逃兵及犯了軍法的士兵組成的緩刑大隊的軍士，指揮他們進行危險及罪惡的任務。性格極其扭曲變態，最終在1945年初死於威尔汉姆的刀下。

- 卡洛：緩刑大隊中威尔汉姆的友人。在1945年初，威尔汉姆殺死軍士長後，協助他隱藏屍體，兩人隨後一同逃跑，成功逃離軍隊。而他在東普魯士遇上往西撤退的平民時，與威尔汉姆表示自己想跟他們一起，而與威尔汉姆分別。
- 杨医生（Dr. Jahn）：军医
- 多恩（Dorn）：波兰家乡军游击队长
- 赫米尔（Hiemer）：党卫军旗队长
- 希尔德嘉德（Hildegard）：另一个护士
- 桑亚（Sonja）：俄国护士，后被红军以叛国罪枪毙
- 莉莉亚（Lilja）：护士，犹太人

## 涉及事件
- 水晶之夜
- 巴巴羅薩行動
- 莫斯科戰役
- 斯大林格勒戰役
- 庫爾斯克會戰
- 帝国保卫战
- 柏林战役
- 納粹大屠杀
- 波兰地下国

## 獲獎提名
- 在第18屆（2014年）金衛星獎中獲得电视部门“最佳迷你剧/电视电影”提名。[4]

## 反響
因為渴望了解德國人眼中的二戰，這部電視劇一經推出，就吸引了很多人的关注。